# Histoire secrète d'Isabelle de Bavière, reine de France
Histoire secrète d'Isabelle de Bavière, reine de France, dans laquelle se trouvent des faits rares, inconnus ou restés dans l'oubli jusqu'à ce jour, et soigneusement étayés de manuscrits authentiques allemands, anglais et latins est un roman historique du marquis de Sade, publié en 1953.

## Genèse
La création de l'ouvrage est relatée par le marquis de Sade lui-même dans une note à la fin de son manuscrit : en juillet 1764, le jeune marquis part de Paris pour Dijon, afin de consulter à la chartreuse de Champmol des documents de l'ère du roi Charles VI, dont le testament de Philippe II de Bourgogne et la confession de Louis de Boisbourdon, l'amant supposé d'Isabeau de Bavière. Ces documents seront par la suite détruits pendant la Révolution française, tandis que le marquis de Sade achève la rédaction de son œuvre à l'asile d'aliénés de Charenton Saint Maurice en 1813, un an avant sa mort. Toutefois, le marquis semble y apporter quelques modifications en date du 29 octobre 1814, quelques semaines avant de mourir. Ce n'est qu'un siècle et demi plus tard que le poète Gilbert Lely donne plusieurs fragments du roman au journal Arts en août 1953, qu'il fait intégralement imprimer la même année.

## Résumé
Le personnage central de ce roman est Isabeau de Bavière, l'épouse du roi Charles VI de 1385 à 1422. Le marquis de Sade dresse dans ce récit toutes les accusations d'adultère, de débauche, de dépravation et d'avarice portées contre Isabeau par ses contemporains pour créer une femme belle, mais cruelle et manipulatrice. Cette description présente des ressemblances avec l'héroïne de l'Histoire de Juliette, ou les Prospérités du vice et sert peut-être de prototype aux personnages les plus pervers des œuvres du marquis de Sade. Le marquis de Sade conclut son ouvrage sur Isabeau de Bavière en remarquant de manière sentencieuse : 

« Le crime se trompe quelquefois dans ses calculs et ce qu'on croit obtenir de lui n'est bien souvent que des remords. Puisse cette vérité se graver dans l'âme de tous les méchants qui veulent le commettre, oui, puisse-t-elle s'y imprimer à jamais autant pour leur propre repos que pour celui de leurs malheureuses victimes. »